# Gmina Pakość
Die Gmina Pakość ist eine Stadt-und-Land-Gemeinde im Powiat Inowrocławski der polnischen Woiwodschaft Kujawien-Pommern. Ihr Sitz ist die Stadt Pakość (deutsch Pakosch) mit etwa 5750 Einwohnern.

## Gliederung
Zur Stadt-und-Land-Gemeinde Pakość gehören neben der Stadt selbst zwölf Dörfer mit einem Schulzenamt:

| - Dziarnowo (dt.: Kaisertreu) - Gorzany (dt.: Gorschen, Brandfurt) -Giebnia (dt.: Wiesenfelde) -Węgierce (dt.: Waldau, Wingertz) - Jankowo (dt.: Jankowerdorf, Adolfinenhof) - Kościelec (dt.: Rabenburg) | - Ludkowo (dt.: Leuten)-Mielno (dt.: Mölno)-Wojdal (dt.: Woydahl) - Ludwiniec (dt.: Luisenau) - Łącko (dt.: Römershof) - Radłowo (dt.: Radlowo) | - Rybitwy (dt.: Georgenburg) - Rycerzewo (dt.: Rittershof) - Rycerzewko (dt.: Ritschersewko, Ruppertsfeld) - Wielowieś (dt.: Wielitz) |

Eine weitere Ortschaft der Gemeinde ist Leszczyce (dt.: Schwabingen).

## Verkehr
Die Stadt hat einen im Personenverkehr nicht mehr bedienten Bahnhof an der Bahnstrecke Inowrocław–Drawski Młyn. Ehemalige Halte an dieser Strecke bestanden zudem in den Dörfern Kościelec und Wielowieś. Die Bahnstrecke Poznań–Toruń verläuft ohne Verkehrshalt durch das Gemeindegebiet.